# Hrvoje Kačić
Hrvoje Kačić (Dubrovnik, 13. siječnja 1932. – ?, 14. veljače 2023.), sveučilišni profesor i odvjetnik, stručnjak u području pomorskoga prava i hrvatski vaterpolist. 
Na Olimpijskim igrama u Melbourneu 1956. godine osvaja srebrnu medalju te na OI 1960. gdje je osvojio 4. mjesto. 1950. je osvojio brončano odličje na EP, a 1958. osvojio je srebro. 
Od športskih nagrada i priznanja, najvrjednija su izbor u idealnu vaterpolsku momčad svijeta 1956., 1957. i 1960. godine. 1957. je godine proglašen najboljim športašem Hrvatske. Igrao je za dubrovački VK Jug s kojim je osvojio naslov prvaka 1951. te nekoliko puta naslov doprvaka.
Kao nezavisni kandidat izabran je u prvi saziv Sabora Republike Hrvatske te je u njemu vodio Odbor za vanjsku politiku. Sudjelovao je u izradi Hrvatskoga ustava, radu Komisije za izradu teksta Rezolucije o zaštiti ustavnog poretka i nacionalnih prava, Komisije za izradu državnopravnih akata za suverenu i samostalnu Republiku Hrvatsku, Komisije za utvrđivanje činjenica i okolnosti u svezi s naoružavanjem pričuvnog sastava policije i obrane Hrvatske, Komisije za kontrolu prekida vatre u Republici Hrvatskoj, Radne grupe za izradu odluka i zaključaka o razdruživanju s Jugoslavijom i drugim republikama dotadašnje države. Predstavljao je Republiku Hrvatsku na nekoliko zasjedanja Konferencije o bivšoj Jugoslaviji u Haagu tijekom rujna i listopada 1991., koja se održavala pod pokroviteljstvom Europske Zajednice. U svojstvu predsjednika Odbora za vanjsku politiku predvodio je saborske delegacije u zastupanju Sabora u Parlamentu Vijeća Europe, Skupštini parlamentaraca NATO država i KESS—a te zasjedanjima parlamentaraca Srednjoeuropske inicijative. Od siječnja 1994. do lipnja 2001. obavljao je dužnost predsjednika Državne komisije za granice Vlade Republike Hrvatske. 

## Knjige
- U službi domovine. Croatia rediviva  Arhivirana inačica izvorne stranice od 20. siječnja 2012. (Wayback Machine)
- Dubrovačke žrtve. Jugokomunistički teror na hrvatskom jugu 1944. i poratnim godinama

## Vanjske poveznice
- intervju  Arhivirana inačica izvorne stranice od 7. prosinca 2007. (Wayback Machine)
- Sports-reference.com  Arhivirana inačica izvorne stranice od 16. prosinca 2012. (Wayback Machine)